# 特倫頓 (印地安納州)
特倫頓（英語：Trenton）是位於美國印地安納州布萊克福德縣的一個非建制地區。該地的面積和人口皆未知。

## 地理
特倫頓的座標為40°27′00″N 85°14′20″W / 40.45000°N 85.23889°W，而該地的平均海拔高度為274米（即899英尺）。